# Нагорная (приток Инструча)
Нагорная (устар. Альмо; нем. Almonis) — река в России, находится в Калининградской области. Устье реки находится в 50 км от устья реки Инструч по правому берегу, напротив левобережного посёлка Гривино. Длина реки — 14 км, площадь водосборного бассейна — 53,6 км².

## Данные водного реестра
По данным государственного водного реестра России относится к Балтийскому бассейновому округу, водохозяйственный участок реки — Преголя. Относится к речному бассейну реки Неман и рекам бассейна Балтийского моря (российская часть в Калининградской области).
Код объекта в государственном водном реестре — 01010000212104300009958.